# 林カラス
林 カラス（はやし カラス、1996年11月6日 - ）は、日本の男性俳優。大阪府出身。アオイコーポレーション所属。旧芸名は林裕一朗（はやし ゆういちろう）、野田 理人（のだ りひと）。

## 略歴
2015年、第28回ジュノン・スーパーボーイ・コンテストに応募し、ベスト100まで残る。その後、ファイナリストまで行けなかった出場者から選ばれた音楽ユニット「ジュノン・スーパーボーイ・アナザーズ」の初代メンバーとなり、 林裕一朗（はやし ゆういちろう）として芸能活動を開始。
2018年、FODの『パフェちっく!』で俳優デビュー。
2019年には野田理人（のだ りひと）に改名、2020年には林カラス（はやし カラス）に改名した。

## 人物
趣味：古着屋巡り、サッカー、カラオケ、映画
特技：料理

## 出演

### テレビドラマ
- 仮面ライダージオウ EP33・EP34（2019年4月28日・5月5日、テレビ朝日） - 鼓屋ツトム / アナザー響鬼 役[注 1]
- ウルトラマンZ 第1話 - 第17話・最終話（2020年6月20日 - 10月17日・12月19日 、テレビ東京） - カブラギシンヤ 役[注 1][6]
- 超速パラヒーロー ガンディーン（2021年6月26日 - 7月10日、NHK総合） - フォス / グー 役[注 2][7]
- 凛子さんはシてみたい 第1話（2021年10月20日、MBS・TBS） - イケメンチャラ男 役
- 大奥「8代・徳川吉宗×水野祐之進編」 第1回（2023年1月10日、NHK総合）
- 女神の教室〜リーガル青春白書〜 第2話（2023年1月16日、フジテレビ） - 西野京介 役
- ドロップ（2023年6月2日 - 8月4日、WOWOW） - 森木隆 役[8][9]
- さすらい署長 風間昭平スペシャル「とやま庄川峡殺人事件」（2024年6月24日、テレビ東京） - 富田正一 役[10]
- べらぼう〜蔦重栄華乃夢噺〜第8話 - 第14話（2025年、NHK総合）- 検校の従者 役[11]

### 配信ドラマ
- パフェちっく!（2018年3月31日 - 6月2日、FOD） - 新保壱 役[注 3][注 4][12]
- 会社は学校じゃねぇんだよ 新世代逆襲編 最終話（2021年12月9日、ABEMA）

### 映画
- 午前0時、キスしに来てよ（2019年12月6日、松竹） - 森川あやみ 役[注 1]
- のぼる小寺さん（2020年7月3日、ビターズ・エンド） - 松平 役[注 1]
- 真・鮫島事件（2020年11月27日、イオンエンターテイメント） - 迫水裕貴 役[13][注 2]

### 舞台
- BURLESQUE JBA（2017年9月30日 - 10月1日、東京・銀座博品館劇場）[注 4][14]
- 朗読劇「私の道しるべ」 （2021年2月6日 -2月14日、東京・サンモールスタジオ）[注 2][15]

### 広告
- Terrace Mall SHONAN Early Summer（2019年）
- ecforce 「恋人」篇（2021年）
- Unipos 「Uniposのある会社」篇（2021年）
- 眞露 韓国焼酎チャミスル『恋スル!チャミスル』（2021年）

### MV
- Zenya「#前夜」(2020年) [注 2]

### 玩具
- ウルトラマンZ ウルトラゼットライザー -MEMORIAL EDITION-（2021年6月）